# Aristotele detective
Aristotele detective (titolo originale Aristotle Detective) è un romanzo del 1978 della scrittrice canadese Margaret Doody, un giallo storico ambientato ad Atene nel 300 a.C. al tempo della conquista dell'impero macedone da parte di Alessandro il Grande.

## Trama
La narrazione inizia con un delitto: un importante cittadino di Atene, Boutades, viene trovato morto in casa, ucciso da una freccia cretese scagliatagli in gola. Stefanos, giovane cittadino ateniese da poco orfano di padre, si ritrova coinvolto nel processo dopo che suo cugino Filemone è stato accusato dell'assassinio da parte di Polignoto, nipote di Boutades.
Così Stefanos decide di chiedere aiuto ad Aristotele, suo ex maestro e abile retore.
La linea principale della difesa prevedeva di provare che Filemone non era ad Atene il giorno del delitto, poiché era stato esiliato qualche anno prima in seguito ad una rissa in taverna. Ma Stefanos dovrà ricredersi quando, in seguito alle sue indagini, troverà proprio ad Atene la moglie ed il figlio di Filemone. Nel frattempo l'accusa ha provato che Filemone era tornato più volte ad Atene, insinuando anche che aveva combattuto per i Persiani contro Alessandro Magno.
La situazione per Stefanos non è facile: inviato da Aristotele, che intanto ha acconsentito ad aiutarlo nella sua causa, in varie missioni per scoprire indizi, deve affrontare un suo creditore che pretende degli interessi altissimi, costringendo il protagonista a vendere molti beni familiari.
Dopo un incontro con Filemone, che clandestinamente era tornato ad Atene per vedere la madre e che gli spiega di essere innocente, Stefanos viene assalito da alcuni sicari che per poco non lo uccidono. Intanto in casa Boutades le morti si susseguono. Prima la moglie e poi uno schiavo di famiglia vengono trovati senza vita.
Solo la genialità di Aristotele riuscirà a scoprire il colpevole, e Stefanos il giorno del processo smaschererà Polignoto (che morirà dopo cercando di scappare) scagionando quindi il cugino.

## Edizioni
- Margaret Doody, Aristotele detective, n. 1652, collana Il Giallo Mondadori, Mondadori, 1980.

- Margaret Doody, Aristotele detective, collana La memoria, traduzione di Rosalia Coci, 7 ed., Sellerio, 3 settembre 1999,  p. 449, ISBN 9788838915222.

- Margaret Doody, Aristotele detective, collana Promemoria, traduzione di Rosalia Coci, Sellerio, 19 maggio 2022,  p. 456, ISBN 9788838943850.